# Der Tierstimmensammler oder Das Lied der Scheuen Stockente
Der Tierstimmensammler oder Das Lied der Scheuen Stockente (Originaltitel: ukrainisch Мої думки тихі / Moji dumky tychi, wörtlich „Meine Gedanken sind still“) ist eine ukrainische Filmkomödie aus dem Jahr 2019 von Antonio Lukitsch. Das MDR Fernsehen strahlte den Film in deutscher Sprache erstmalig am 19. Dezember 2022 aus.

## Handlung
Vadym Rott, ein über zwei Meter großer, aber unsicherer junger Mann, schlägt sich in Kiew als Sounddesigner und Trap-Musiker durch, bis ein kanadischer Produzent von Videospielen ihn beauftragt, möglichst viele unterschiedliche Tierstimmen in der Oblast Transkarpatien aufzunehmen. Für eine Aufnahme des seltenen Gesangs der Scheuen Stockente, die nur noch dort lebt, winkt ihm ein Sonderhonorar und die Aussicht auf eine Festanstellung in Kanada.
In Transkarpatien ist Vadym aufgewachsen, also sucht er zunächst seine Mutter Halyna auf, zu der er nur noch wenig Kontakt hat. Die Taxifahrerin Halyna besteht darauf, die Reise mit Vadym gemeinsam zu machen, zumal er nicht Auto fahren kann. Nach und nach stellt sich heraus, dass sie vollkommen vereinsamt ist und sich stärker an Vadym klammert, als diesem recht ist. Dennoch gelingt es ihm, seinem Auftrag nachzukommen und viele Tierstimmen aufzuzeichnen. Als das Auto einen Getriebeschaden hat und Halyna einen Nervenzusammenbruch erleidet, trennen sie sich. Der schüchterne Vadym fährt allein mit ihm unbekannten Männern, die offenbar schmuggeln wollen, von Rachiw ins rumänische Grenzgebiet, trennt sich dort von ihnen und betritt verbotenerweise das Naturschutzgebiet auf der Grenze, in dem die Scheue Stockente zu Hause ist. Doch bevor er dort eine Aufnahme anfertigen kann, versinkt er im Morast, ruft um Hilfe und wird von ukrainischen Grenztruppen gerettet. Mit seiner ungeschickten Art, sich zu erklären, macht er sich der Spionage verdächtig. Vor die Wahl gestellt, entweder alle Aufnahmen zu löschen und ihn laufen zu lassen oder aber eine offizielle Untersuchung einzuleiten, entscheidet er sich für das erste. Damit ist sein Auftrag verloren.
In der letzten Szene bekommt er von seiner Mutter, die nun mit einem neuen Partner in Genk wohnt, eine Daunenjacke zu Weihnachten geschickt und zündet in der Kirche eine Kerze für seinen Opa an, damit dieser eine bevorstehende Operation durchsteht. Eine Flamme brennt ein Loch in seine Daunenjacke, er zieht eine Feder heraus: diese entstammt, ihrer blassvioletten Farbe nach, einer Scheuen Stockente.

## Produktion

### Hintergrund
Der Film wurde im März 2019 in Kiew sowie in den Karpaten gedreht. Der größte Anteil des Budgets entfiel auf die Nutzungsrechte für Musik, unter anderem das Lied Viva Forever der Spice Girls.

### Veröffentlichung
Der Film wurde erstmals am 4. Juni 2019 auf dem 54. Karlovy Vary International Film Festival gezeigt, bevor er schließlich auf dem Odessa International Film Festival seine ukrainische Premiere feierte.
In den Kinos startete er letztlich erst am 16. Januar 2020, ehe er am 5. März, am International Women’s Day selbigen Jahres, erneut in die Kinos gebracht wurde.

## Synchronisation
Die deutschsprachige Synchronisation entstand bei Synchron- und Tonstudio Leipzig nach dem Dialogbuch von Miriam Osterberg und unter der Dialogregie von Hans Nenoff.
| Rolle         | Darsteller                 | Synchronsprecher   |
| ------------- | -------------------------- | ------------------ |
| Vadym Rott    | Andriy Lidahowskiy         | Patrick Keller     |
| Halyna Rott   | Irma Witowska              | Cathlen Gawlich    |
| Vira Ivanivna | Iryna Werenytsch-Ostrowska | Simone Cohn-Vossen |
| Petro         | Istan Rosumnyi             | Hendrik Duryn      |

## Auszeichnungen
Golden Dzyga
- Auszeichnung: Bester Film
- Auszeichnung: Bestes Drehbuch – Antonio Lukitsch & Valeria Kalchenko